# 米格尔·安东尼奥·卡罗
米格尔·安东尼奥·卡罗·托瓦尔（西班牙語：Miguel Antonio Caro Tobar；1845年11月10日—1909年8月5日）是一位哥倫比亞演說家、文學家以及政治人物，1894年至1898年擔任哥倫比亞總統。